# 沃伦·尼斯比特
沃伦·尼斯比特（英語：Warren Nisbet，？—），新西兰男子摔跤运动员。他曾代表新西兰参加1962年大英帝国和英联邦运动会摔跤比赛，获得男子52公斤级自由式铜牌。